# Сидунец, Владимир Владимирович
Влади́мир Влади́мирович Сидуне́ц (укр. Володимир Володимирович Сидунець; Неньковичи) — украинский военнослужащий, старший лейтенант, участник российско-украинской войны. Герой Украины (2022).   

## Биография
Родился в селе Неньковичи Ровненской области. Служит в одном из подразделений оперативного командования «Север». С началом полномасштабного вторжения России в Украину 24 февраля 2022 года защищал территорию Черниговской области. 10 марта 2022 года подразделение под его командованием устроило огневую засаду на колонну вражеской техники в районе населённого пункта Припутни Прилуцкого района Черниговской области, в результате чего был уничтожен дивизион ракетных комплексов «Искандер».

## Награды
- Звание «Герой Украины» с удостоением ордена «Золотая Звезда» (16 марта 2022) — за личное мужество и героизм, проявленные в защите государственного суверенитета и территориальной целостности Украины, верность военной присяге[3].